# José Altafini
José João Altafini, även känd under artistnamnet Mazzola, (född den 24 juli 1938 i Piracicaba, Brasilien), är en brasilianskfödd italiensk fotbollsspelare med dubbelt medborgarskap (hans föräldrar var italienska utvandrare). Med 216 mål i karriären ligger han på delad fjärde plats (tillsammans med Giuseppe Meazza) i antal mål gjorda i Serie A. Han är också en av Milans främsta målgörare genom tiderna med totalt 161 mål.
Efter att bland annat ha spelat för Palmeiras i Brasilien kom han till AC Milan 1958, där han spelade i sju år och bland annat vann skytteligan 1962. Han spelade senare för både Napoli och Juventus FC. Altafini spelade också för Brasilien i VM 1958 och för Italien i VM 1962.